# 约翰·梅里克斯
约翰·梅里克斯（英語：John Merricks，1971年2月16日—1997年10月15日），英国男子帆船运动员。他曾代表英国参加1996年夏季奥林匹克运动会帆船比赛，搭档伊恩·沃克获得男子470级银牌。